# Гофстаун (Њу Хемпшир)
Гофстаун (енгл. Goffstown) насељено је место без административног статуса у америчкој савезној држави Њу Хемпшир.

## Демографија
По попису из 2010. године број становника је 3.196.
| Група             | 2000.    | 2010.         |
| Белци             | 0 (0,0%) | 3.074 (96,2%) |
| Афроамериканци    | 0 (0,0%) | 9 (0,3%)      |
| Азијати           | 0 (0,0%) | 20 (0,6%)     |
| Хиспаноамериканци | 0 (0,0%) | 51 (1,6%)     |
| Укупно            | 0        | 3.196         |